# Мешково (Курская область)
Мешко́во — деревня в Золотухинском районе Курской области. Входит в состав сельского поселения Тазовский сельсовет.

## География
Деревня Мешково находится в южной части Золотухинского района, возле границы с Курским районом, примерно в 27 км к юго-западу от поселка Золотухино.
В 4 км восточнее деревни проходит линия Орловско-Курского отделения Московской железной дороги.
Деревня Мешково находится на правом берегу реки Тускарь. Через реку жителями деревни построен пешеходный мост из подручных материалов.
Ближайшие населённые пункты — деревня Терепша Тазовского сельсовета, село Куркино и деревня Волобуево Камышинского сельсовета Курского района.

## Население
| 2002 | 2010 |
| ---- | ---- |
| 81   | ↘59  |

Согласно Всероссийской переписи, в 2010 году в деревне проживало 59 человек (30 мужчин и 29 женщин).

## Галерея

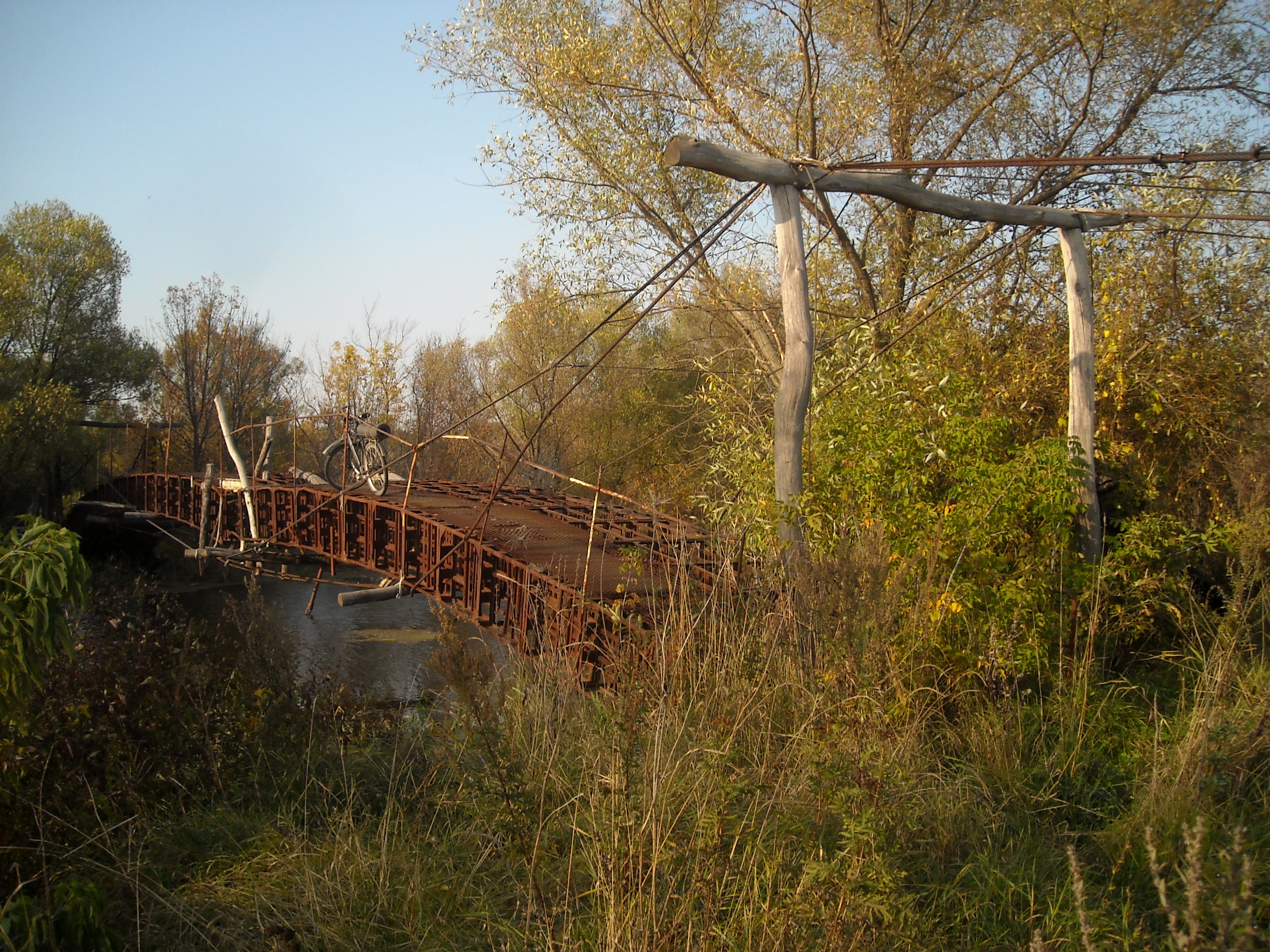
Пешеходный мост через реку Тускарь в деревне Мешково
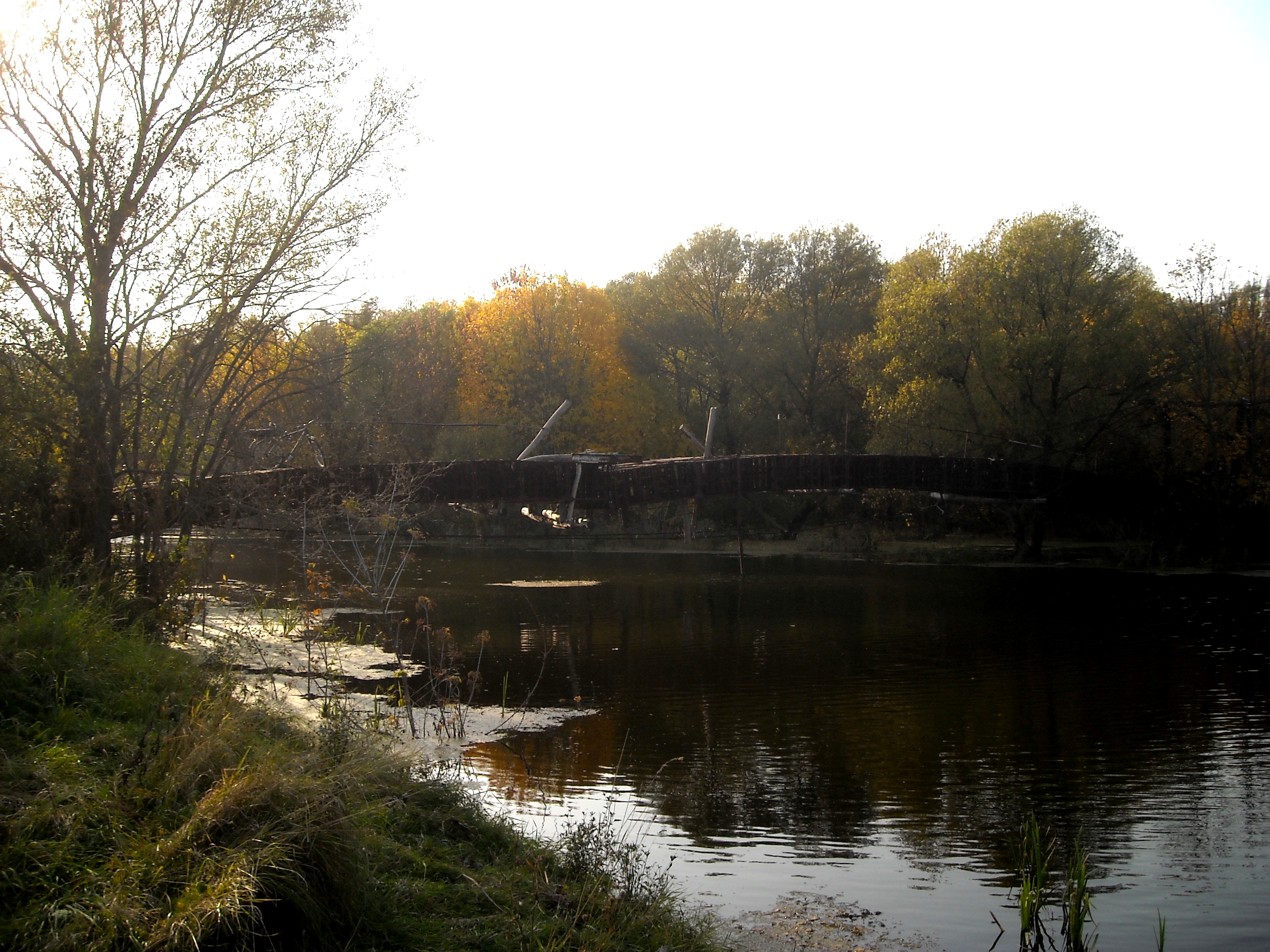
Пешеходный мост через реку Тускарь, вид с левого берега выше по течению
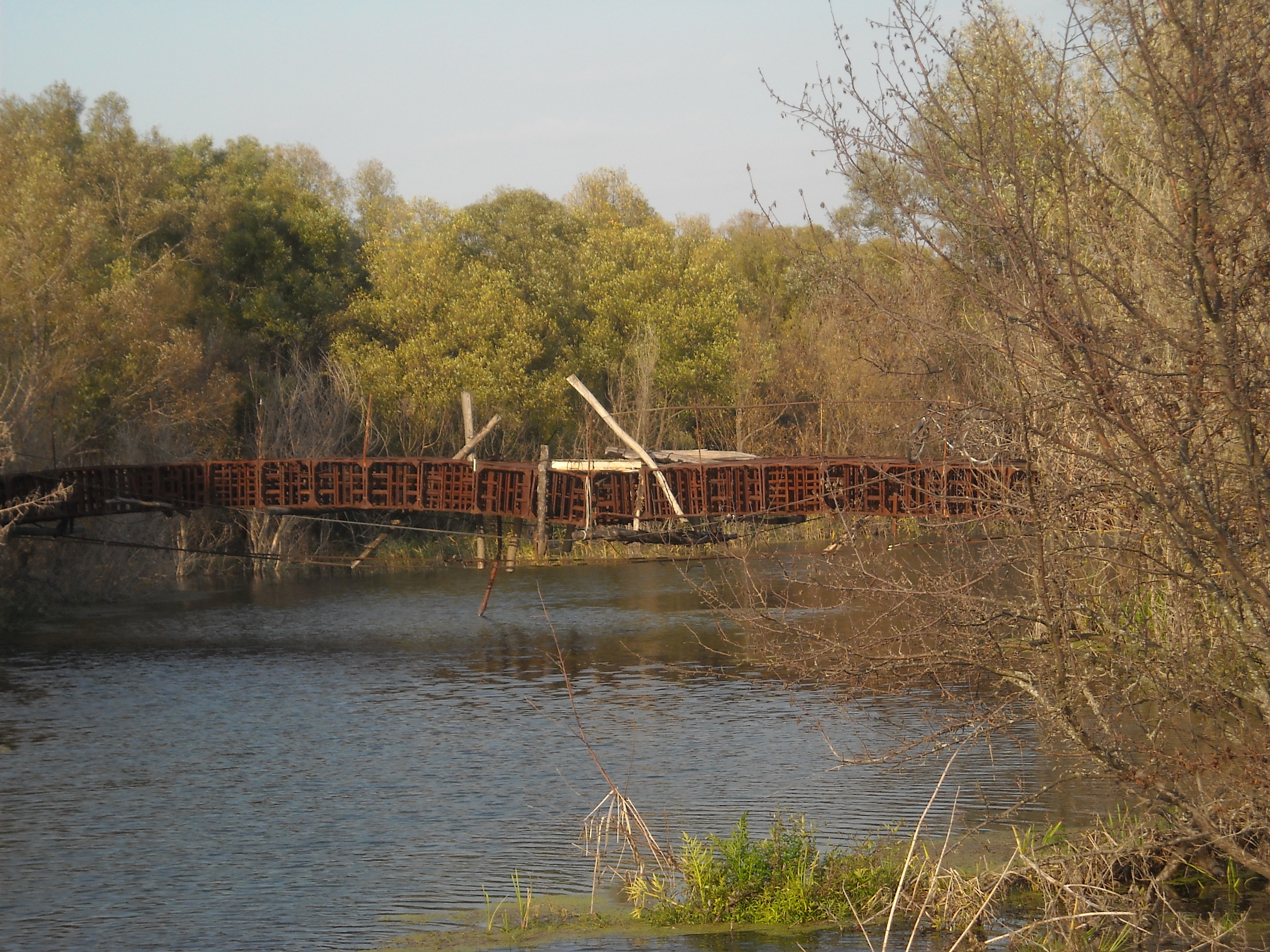
Пешеходный мост через реку Тускарь, вид с левого берега ниже по течению